# Camponotus calvus
Camponotus calvus é uma espécie de inseto do gênero Camponotus, pertencente à família Formicidae.